# Take a picture (album van Margo Guryan)
Take a picture is het debuut- en enige studioalbum van de Amerikaanse singer-songwriter, pianiste en producer Margo Guryan. Het album werd in 1968 uitgebracht op Bell Records. In 2000 verscheen een heruitgave op cd. Het album werd goed ontvangen door zowel critici als fans, wat er onder meer toe leidde dat de lp tegen hoge prijzen verhandeld werd.

## Ontvangst
Stanton Swihart van AllMusic was zeer de spreken over het album. Hij omschreef Guryans werk als een "sweet, delicate strain of gently kaleidoscopic music". Guryan belandde dankzij het album in 2016 op de lijst van "40 greatest one-album wonders" van Rolling Stone. In de recensie van de heruitgave op cd in 2000 noemde PopMatters het album "an underground classic" en omschreef het de nummers als "sonically dense, but flowing compositions".

## Nummers
| Nr. | Titel               | Duur |
| --- | ------------------- | ---- |
| 1.  | Sunday mornin'      | 2:15 |
| 2.  | Sun                 | 2:33 |
| 3.  | Love songs          | 2:35 |
| 4.  | Thoughts            | 2:21 |
| 5.  | Don't go away       | 1:59 |
| 6.  | Take a picture      | 3:01 |
| 7.  | What can I give you | 2:27 |
| 8.  | Think of rain       | 2:20 |
| 9.  | Can you tell        | 2:30 |
| 10. | Someone I know      | 2:41 |
| 11. | Love                | 5:19 |